# Kandi I
Kandi I ist ein Arrondissement im Departement Alibori in Benin. Es ist eine Verwaltungseinheit, die der Gerichtsbarkeit der Kommune Kandi untersteht und selbst ein Teil Kandis ist. Gemäß der Volkszählung von 2013 hatte Kandi I 20.537 Einwohner, davon waren 10.092 männlich und 10.445 weiblich.